# Catallagia jellisoni
Catallagia jellisoni är en loppart som beskrevs av Holland 1954. Catallagia jellisoni ingår i släktet Catallagia och familjen mullvadsloppor. Inga underarter finns listade i Catalogue of Life.